# Terry Schroeder
Terence Alan Schroeder (n. Santa Bárbara (California); 9 de octubre de 1958) jugador y entrenador estadounidense de waterpolo.

## Biografía
Fue nombrado jugador del año en 1981 y en 1985.
Terry ha escrito artículos en The Spine in Sports de Robert Watkins y Awaken the Olympian Within de John Naber. 
También ha sido analista de waterpolo para la televisión en TBS Sports, Prime Network, USA Cable y Bud Sports.
Fue el entrenador de la selección norteamericana de waterpolo durante las olimpiadas de Pekín 2008 que ganó la medalla de plata.

## Clubes
- Santa Barbara YMCA ( Estados Unidos)

## Títulos
Como miembro de la selección norteamericana de waterpolo
- Plata en los juegos olímpicos de Seúl 1988.
- Plata en los juegos olímpicos de Los Ángeles 1984.
- Plata en los juegos panamericanos de La Habana 1991.
- Oro en los juegos panamericanos de Indianapolis 1987.
- Oro en los juegos panamericanos de Caracas 1983.
- Oro en los juegos panamericanos de San Juan 1979.

Como entrenador de la selección norteamericana de waterpolo
- Plata en los juegos olímpicos de Pekín 2008.